# UK Open 2011
Die Speedy Services UK Open 2011 waren ein Ranglistenturnier im Dartsport und wurden vom 2. bis zum 5. Juni 2011 zum 9. Mal von der Professional Darts Corporation (PDC) veranstaltet. Austragungsort das Reebok Stadium in Bolton.

## Format
An dem Turnier nahmen insgesamt 204 Spieler teil. Das Teilnehmerfeld setzte sich aus den 108 bestplatzierten Spieler der UK Open Order of Merit, den 32 Gewinnern  der Riley Qualifiers und den 32 Gewinnern von 4 regionalen Speedy Qualifikationsturnieren zusammen. Das Turnier wurde ohne Setzliste gespielt.
Die Vorrunde trugen 50 Spieler, die sich über die Qualifikationsturniere qualifiziert hatten oder unter den letzten 50 Plätzen der UK Open Order of Merit waren, aus. Die restlichen Spieler beider Blöcke starteten in der ersten Runde. In der zweiten Runde kamen neben den 32 Siegern der ersten Runde die Plätze 33 bis 64 des UK Open Order of Merit hinzu. Die 32 bestplatzierten Spieler stiegen in der dritten Runde ein.
Das Turnier wurde im K.-o.-System gespielt. Die Vorrunde sowie die ersten beiden Runden fanden am 7. Juni statt. Spielmodus in der Vorrunde, 1. Runde und 2. Runde war ein best of 9 legs. In der 3. und 4. Runde sowie im Achtelfinale wurde ein best of 17 legs-Modus gespielt. Die Viertel- und Halbfinalbegegnungen wurden in best of 19 legs ausgetragen. Das Finale der UK Open 2011 wurde in best of 21 legs gespielt.

## Preisgeld
Bei dem Turnier wurden insgesamt £ 200.000 an Preisgeldern ausgeschüttet. Das Preisgeld verteilte sich unter den Teilnehmern wie folgt:
| Position (Anzahl der Spieler) | Position (Anzahl der Spieler) | Preisgeld |
| ----------------------------- | ----------------------------- | --------- |
| Gewinner                      | (1)                           | £ 40.000  |
| Finalist                      | (1)                           | £ 20.000  |
| Halbfinalisten                | (2)                           | £ 10.000  |
| Viertelfinalisten             | (4)                           | £ 6.000   |
| Achtelfinalisten              | (8)                           | 0£ 4.000  |
| Verlierer der 4. Runde        | (16)                          | 0£ 2.000  |
| Verlierer der 3. Runde        | (32)                          | 0£ 1.000  |
| Verlierer der 2. Runde        | (32)                          | 0000£0    |
| Verlierer der 1. Runde        | (32)                          | 0000£ 0   |
| Verlierer der Vorrunde        | (10)                          | 0000£ 0   |

## Teilnehmer
Für die UK Open 2011 waren folgende 204 Spieler qualifiziert:
- Die 114 erstplatzierten Spieler der UK Open Order of Merit, die aus den acht Qualifikationsturnieren, den UK Open Qualifiers 2011, erstellt wurde.
- Die 32 Gewinner der Riley Qualifiers
- Die 32 Gewinner der Speedy Qualifiers  :  4 regionale Turniere

| PDC UK Open Order of Merit Plätze 1 : 32 | PDC UK Open Order of Merit Plätze 1 : 32 | PDC UK Open Order of Merit Plätze 33 : 108 | PDC UK Open Order of Merit Plätze 33 : 108 | PDC UK Open Order of Merit Plätze 33 : 108 | PDC UK Open Order of Merit Plätze 33 : 108 |
| 1. Phil Taylor 2. Gary Anderson 3. Adrian Lewis 4. Steve Brown 5. Robert Thornton 6. Vincent van der Voort 7. Wes Newton 8. Simon Whitlock 9. Michael Smith 10. Mervyn King 11. John Part 12. Colin Osborne 13. Darren Johnson 14. Dave Chisnall 15. Joe Cullen 16. Ian White 17. Wayne Jones 18. Jamie Caven 19. Andy Jenkins 20. Mark Walsh 21. Richie Burnett 22. Mark Frost 23. Raymond van Barneveld 24. Paul Nicholson 25. Denis Ovens 26. Andy Hamilton 27. Alan Tabern 28. Ronnie Baxter 29. Kevin Painter 30. Mark Dudbridge 31. Terry Jenkins 32. Mark Webster | 1. Phil Taylor 2. Gary Anderson 3. Adrian Lewis 4. Steve Brown 5. Robert Thornton 6. Vincent van der Voort 7. Wes Newton 8. Simon Whitlock 9. Michael Smith 10. Mervyn King 11. John Part 12. Colin Osborne 13. Darren Johnson 14. Dave Chisnall 15. Joe Cullen 16. Ian White 17. Wayne Jones 18. Jamie Caven 19. Andy Jenkins 20. Mark Walsh 21. Richie Burnett 22. Mark Frost 23. Raymond van Barneveld 24. Paul Nicholson 25. Denis Ovens 26. Andy Hamilton 27. Alan Tabern 28. Ronnie Baxter 29. Kevin Painter 30. Mark Dudbridge 31. Terry Jenkins 32. Mark Webster | 1. Dennis Smith 2. Michael van Gerwen 3. Peter Wright 4. James Wade 5. Kevin McDine 6. Nigel Heydon 7. Tony Eccles 8. Scott Rand 9. Mark Hylton 10. Magnus Caris 11. Andy Smith 12. Steve Beaton 13. Colin Lloyd 14. Brendan Dolan 15. Barrie Bates 16. Dennis Priestley 17. Toni Alcinas 18. Michael Barnard 19. John Henderson 20. Chris Aubrey 21. Tony Ayres 22. Alex Roy 23. Mark Lawrence 24. Matt Clark 25. Jelle Klaasen 26. Jason Crawley 27. Shaun Griffiths 28. William O’Connor 29. Arron Monk 30. Chris Thompson 31. John MaGowan 32. Justin Pipe 33. Kirk Shepherd 34. Terry Temple 35. Roland Scholten 36. Nick Fullwell 37. Steve Evans 38. Shane O’Connor | 1. Dennis Smith 2. Michael van Gerwen 3. Peter Wright 4. James Wade 5. Kevin McDine 6. Nigel Heydon 7. Tony Eccles 8. Scott Rand 9. Mark Hylton 10. Magnus Caris 11. Andy Smith 12. Steve Beaton 13. Colin Lloyd 14. Brendan Dolan 15. Barrie Bates 16. Dennis Priestley 17. Toni Alcinas 18. Michael Barnard 19. John Henderson 20. Chris Aubrey 21. Tony Ayres 22. Alex Roy 23. Mark Lawrence 24. Matt Clark 25. Jelle Klaasen 26. Jason Crawley 27. Shaun Griffiths 28. William O’Connor 29. Arron Monk 30. Chris Thompson 31. John MaGowan 32. Justin Pipe 33. Kirk Shepherd 34. Terry Temple 35. Roland Scholten 36. Nick Fullwell 37. Steve Evans 38. Shane O’Connor | 1. Wayne Mardle 2. Jyhan Artut 3. Gary Welding 4. Peter Hudson 5. Matt Jackson 6. Colin Monk 7. Steve Maish 8. Mensur Suljović 9. James Richardson 10. Matt Padgett 11. Brian Woods 12. Louis Blundell 13. Michael Rosenauer 14. Mick Todd 15. Wayne Atwood 16. Martyn Turner 17. Co Stompé 18. Mickey Mansell 19. Nicky Bache 20. Rocco Maes 21. Mark Jones 22. Geoff Whitworth 23. John O’Shea 24. Stephen Hardy 25. Steve Hine 26. Peter Manley 27. Reece Robinson 28. Matthew Edgar 29. Mick McGowan 30. Mareno Michels 31. Steve Grubb 32. Dave Ladley 33. Mark Stephenson 34. Jimmy Mann 35. Aodhagan O’Neill 36. Andy Pearce 37. Lee Palfreyman 38. Devon Petersen | 1. Wayne Mardle 2. Jyhan Artut 3. Gary Welding 4. Peter Hudson 5. Matt Jackson 6. Colin Monk 7. Steve Maish 8. Mensur Suljović 9. James Richardson 10. Matt Padgett 11. Brian Woods 12. Louis Blundell 13. Michael Rosenauer 14. Mick Todd 15. Wayne Atwood 16. Martyn Turner 17. Co Stompé 18. Mickey Mansell 19. Nicky Bache 20. Rocco Maes 21. Mark Jones 22. Geoff Whitworth 23. John O’Shea 24. Stephen Hardy 25. Steve Hine 26. Peter Manley 27. Reece Robinson 28. Matthew Edgar 29. Mick McGowan 30. Mareno Michels 31. Steve Grubb 32. Dave Ladley 33. Mark Stephenson 34. Jimmy Mann 35. Aodhagan O’Neill 36. Andy Pearce 37. Lee Palfreyman 38. Devon Petersen |
| Die Top 32 stiegen in der 3. Runde ein. | Die Top 32 stiegen in der 3. Runde ein. | Die Spieler der Plätze 33 : 108 stiegen in der Vorrunde oder 1. Runde ein. | Die Spieler der Plätze 33 : 108 stiegen in der Vorrunde oder 1. Runde ein. | Die Spieler der Plätze 33 : 108 stiegen in der Vorrunde oder 1. Runde ein. | Die Spieler der Plätze 33 : 108 stiegen in der Vorrunde oder 1. Runde ein. |
| 0 | | | | | |
| Rileys Qualifiers | Rileys Qualifiers | Speedy Qualifiers | Speedy Qualifiers | Speedy Qualifiers | Speedy Qualifiers |
| - Paul Harvey - Andy Boulton - Andrew Gilding - Jamie Hagan - Richie Howson - Darren Hawken - Curtis Hammond - Matthew Jordan - Joe Murnan - Richard North - Tony Broughton - Ian Gleeson - Steve Douglas - Jon Bott - Paul Whitworth | - Stuart Monaghan - Davey Dodds - John Bowles - Dan Butler - Ian Moss - Dean Stewart - Lee Rose - Steve Werrett - Chris Jones - Graham Hollis - Sam Hill - Jamie Ellam - Ben Burton - Dave Prins - Phil Daniels | Bristol - Charlie Cooper - Bruce Harrison - Jon Jukes - Martin Perring - Darren Pugh - Damien Sherwood - Peter White - Stuart White | Dartford - Ian Covill - Kevin Edwards - John Keating - John Kennedy - Eddy Martin - Craig Mucklow - Jamie Robinson - Conan Whitehead | Glasgow - Charlie Burns - John Donaldson - Gordon Foster - Kirk Gordon - Duncan Hastings - Danny Jones - Tommy Little - Ryan Murray | Stoke-on-Trent - Colin Appleton - Andy Beardmore - Paul Cartwright - Stuart Daniels - Robbie Green - John Jackson - Kevin Simm - Brandon Walsh |
| Die Spieler der Rileys und Speedy Qualifiers starteten in der Vorrunde oder in der 1. Runde. | | | | | |

## Ergebnisse

### Vorrunde
| Spieler 1      | Erg.  | Spieler 2         |  | Spieler 1     | Erg.  | Spieler 2       |
| -------------- | ----- | ----------------- |  | ------------- | ----- | --------------- |
| John Donaldson | 3 : 4 | Dave Prins        |  | Mark Lawrence | 3 : 4 | Dave Ladley     |
| Louis Blundell | 4 : 0 | Duncan Hastings   |  | Phil Daniels  | 4 : 1 | Nicky Bache     |
| Peter White    | 0 : 4 | Michael Rosenauer |  | Nick Fullwell | 4 : 2 | Tony Broughton  |
| Curtis Hammond | 1 : 4 | Bruce Harrison    |  | Eddie Lovely  | 0 : 4 | Michael Barnard |
| Mick Todd      | 2 : 4 | Paul Harvey       |  | Wayne Atwood  | 4 : 1 | Lee Rose        |
| Chris Thompson | 0 : 4 | Nigel Heydon      |  | Eddy Martin   | 1 : 4 | Andy Pearce     |

### 1. Runde
| Spieler 1        | Erg.   | Spieler 2       |  | Spieler 1         | Erg.  | Spieler 2          |
| ---------------- | ------ | --------------- |  | ----------------- | ----- | ------------------ |
| Scott Rand       | 2 : 4  | Steve Beaton    |  | Mickey Mansell    | 4 : 0 | Gordon Foster      |
| Mark Stephenson  | 4 : 1  | Ben Burton      |  | John Jackson      | 0 : 4 | Mark Jones         |
| Darren Pugh      | 0 : 4  | Wayne Mardle    |  | Bruce Harrison    | 0 : 4 | Tony Eccles        |
| Brian Woods      | 1 : 4  | Mark Hylton     |  | Jason Crawley     | 3 : 4 | Dan Butler         |
| Colin Lloyd      | 4 : 3  | Jelle Klaasen   |  | Craig Mucklow     | 4 : 3 | Matt Padgett       |
| Peter Manley     | 2 : 4  | John Bowles     |  | Paul Whitworth    | 3 : 4 | Richard North      |
| Davey Dodds      | 2 : 4  | James Wade      |  | Michael Rosenauer | 2 : 4 | Jon Bott           |
| Devon Petersen   | 4 : 2  | Stuart White    |  | Conan Whitehead   | 4 : 0 | Charlie Cooper     |
| Reece Robinson   | 4 : 0  | Barrie Bates    |  | Mareno Michels    | 1 : 4 | Toni Alcinas       |
| Lee Palfreyman   | 1 : 4  | John Henderson  |  | Tony Ayres        | 4 : 1 | Jyhan Artut        |
| Mensur Suljović  | w.o. 1 | Brandon Walsh   |  | Stephen Hardy     | 2 : 4 | Richie Howson      |
| John MaGowan     | w.o. 2 | Shaun Griffiths |  | Danny Jones       | 0 : 4 | Chris Jones        |
| Justin Pipe      | 4 : 0  | Gary Welding    |  | Joe Murnan        | 4 : 3 | Damien Sherwood    |
| Kirk Shepherd    | 4 : 1  | Paul Cartwright |  | John Keating      | 0 : 4 | Steve Douglas      |
| Steve Grubb      | 4 : 1  | Andy Beardmore  |  | Paul Harvey       | 4 : 0 | Charlie Burns      |
| Roland Scholten  | 4 : 0  | Kevin Edwards   |  | Matthew Edgar     | 4 : 2 | Nigel Heydon       |
| Alex Roy         | 1 : 4  | John O’Shea     |  | Dean Stewart      | 0 : 4 | Michael van Gerwen |
| Robbie Green     | 4 : 2  | Steve Clews     |  | Martyn Turner     | 4 : 0 | Tommy Little       |
| Colin Monk       | 1 : 4  | Ryan Murray     |  | Matt Clark        | 4 : 3 | Jamie Hagan        |
| James Richardson | 0 : 4  | Stuart Monaghan |  | Darren Hawken     | 1 : 4 | William O’Connor   |
| John Kennedy     | 0 : 4  | Steve Werrett   |  | Dennis Priestley  | 4 : 3 | Dave Ladley        |
| Peter Hudson     | 4 : 3  | Steve Evans     |  | Phil Daniels      | 2 : 4 | Peter Wright       |
| Andy Pearce      | 4 : 1  | Matt Jackson    |  | Magnus Caris      | 4 : 2 | Kevin McDine       |
| Andy Boulton     | 4 : 3  | Jimmy Mann      |  | Ian Gleeson       | 4 : 0 | Kirk Gordon        |
| Jamie Ellam      | 4 : 2  | Ian Moss        |  | Geoff Whitworth   | 4 : 1 | Kevin Simm         |
| Mick McGowan     | 0 : 4  | Andy Smith      |  | Terry Temple      | 0 : 4 | Co Stompé          |
| Steve Hine       | 3 : 4  | Arron Monk      |  | Michael Barnard   | 0 : 4 | Jamie Robinson     |
| Ian Covill       | 4 : 2  | Stuart Daniels  |  | Matthew Jordan    | 3 : 4 | Graham Hollis      |
| Rocco Maes       | 4 : 0  | Colin Appleton  |  | Shane O’Connor    | 4 : 3 | Chris Aubrey       |
| Steve Maish      | 4 : 3  | Martin Perring  |  | Sam Hill          | 4 : 3 | Aodhagan O’Neill   |
| Jon Jukes        | 1 : 4  | Dave Prins      |  | Dennis Smith      | 1 : 4 | Nick Fullwell      |
| Louis Blundell   | 3 : 4  | Wayne Atwood    |  | Brendan Dolan     | 0 : 4 | Andrew Gilding     |

### 2. Runde
| Spieler 1        | Erg.  | Spieler 2          |  | Spieler 1       | Erg.  | Spieler 2      |
| ---------------- | ----- | ------------------ |  | --------------- | ----- | -------------- |
| John Henderson   | 4 : 1 | Ian Covill         |  | Stuart Monaghan | 4 : 2 | Jamie Robinson |
| Mickey Mansell   | 4 : 0 | Toni Alcinas       |  | Steve Douglas   | 0 : 4 | Joe Murnan     |
| Shane O’Connor   | 2 : 4 | Michael van Gerwen |  | Mark Stephenson | 2 : 4 | Steve Maish    |
| Peter Hudson     | 4 : 3 | Magnus Caris       |  | Roland Scholten | 4 : 1 | Nick Fullwell  |
| Geoff Whitworth  | 1 : 4 | Mark Hylton        |  | Graham Hollis   | 4 : 1 | Jamie Ellam    |
| Co Stompé        | 4 : 3 | Chris Jones        |  | Richard North   | 4 : 0 | Dan Butler     |
| Martyn Turner    | 4 : 2 | Ryan Murray        |  | Jon Bott        | 1 : 4 | Andy Boulton   |
| Andrew Gilding   | 4 : 2 | Matt Clark         |  | Conan Whitehead | 2 : 4 | Wayne Atwood   |
| William O’Connor | 1 : 4 | Sam Hill           |  | Tony Ayres      | 0 : 4 | Richie Howson  |
| Craig Mucklow    | 0 : 4 | Andy Smith         |  | Rocco Maes      | 0 : 4 | Kirk Shepherd  |
| James Wade       | 4 : 2 | Dave Prins         |  | Devon Petersen  | 3 : 4 | John Bowles    |
| Ian Gleeson      | 3 : 4 | Mark Jones         |  | Andy Pearce     | 1 : 4 | Matthew Edgar  |
| Steve Werrett    | 2 : 4 | Steve Beaton       |  | Colin Lloyd     | 4 : 2 | Arron Monk     |
| Robbie Green     | 2 : 4 | Dennis Priestley   |  | Steve Grubb     | 0 : 4 | Peter Wright   |
| John O’Shea      | 1 : 4 | Justin Pipe        |  | Shaun Griffiths | 0 : 4 | Tony Eccles    |
| Reece Robinson   | 4 : 0 | Wayne Mardle       |  | Brandon Walsh   | 0 : 4 | Paul Harvey    |

### 3. Runde
| Spieler 1       | Erg.  | Spieler 2             |  | Spieler 1             | Erg.  | Spieler 2          |
| --------------- | ----- | --------------------- |  | --------------------- | ----- | ------------------ |
| Co Stompé       | 9 : 7 | Simon Whitlock        |  | Sam Hill              | 2 : 9 | Michael Smith      |
| Steve Brown     | 5 : 9 | Raymond van Barneveld |  | Denis Ovens           | 9 : 4 | Kevin Painter      |
| Phil Taylor     | 9 : 3 | Mark Frost            |  | Vincent van der Voort | 7 : 9 | Andy Boulton       |
| Terry Jenkins   | 9 : 7 | Adrian Lewis          |  | Mark Dudbridge        | 8 : 9 | Joe Murnan         |
| Mervyn King     | 5 : 9 | Mark Walsh            |  | Wayne Jones           | 8 : 9 | Reece Robinson     |
| Ian White       | 4 : 9 | Gary Anderson         |  | Joe Cullen            | 9 : 8 | Stuart Monaghan    |
| Roland Scholten | 2 : 9 | John Part             |  | Alan Tabern           | 7 : 9 | Dennis Priestley   |
| Richie Burnett  | 9 : 7 | Colin Lloyd           |  | Martyn Turner         | 6 : 9 | Matthew Edgar      |
| Darren Johnson  | 6 : 9 | Kirk Shepherd         |  | Mark Webster          | 9 : 5 | Tony Eccles        |
| Richard North   | 2 : 9 | Dave Chisnall         |  | James Wade            | 9 : 2 | Mickey Mansell     |
| Justin Pipe     | 7 : 9 | John Bowles           |  | Richie Howson         | 2 : 9 | Michael van Gerwen |
| Robert Thornton | 9 : 6 | Wayne Atwood          |  | Jamie Caven           | 2 : 9 | Steve Beaton       |
| Andy Hamilton   | 6 : 9 | Andrew Gilding        |  | Steve Maish           | 6 : 9 | Ronnie Baxter      |
| Andy Jenkins    | 0 : 9 | Mark Hylton           |  | Peter Wright          | 9 : 1 | Peter Hudson       |
| Wes Newton      | 9 : 3 | John Henderson        |  | Graham Hollis         | 3 : 9 | Paul Nicholson     |
| Colin Osborne   | 9 : 4 | Mark Jones            |  | Paul Harvey           | 4 : 9 | Andy Smith         |

### 4. Runde
| Spieler 1          | Erg.  | Spieler 2             |  | Spieler 1       | Erg.  | Spieler 2      |
| ------------------ | ----- | --------------------- |  | --------------- | ----- | -------------- |
| Paul Nicholson     | 9 : 8 | Gary Anderson         |  | Richie Burnett  | 9 : 6 | Joe Murnan     |
| Dennis Priestley   | 3 : 9 | Phil Taylor           |  | Denis Ovens     | 9 : 4 | Mark Walsh     |
| Terry Jenkins      | 6 : 9 | James Wade            |  | Robert Thornton | 9 : 8 | John Part      |
| Dave Chisnall      | 9 : 7 | Ronnie Baxter         |  | Colin Osborne   | 9 : 7 | Kirk Shepherd  |
| Michael van Gerwen | 3 : 9 | Wes Newton            |  | Matthew Edgar   | 5 : 9 | Andy Boulton   |
| Andy Smith         | 9 : 8 | Reece Robinson        |  | Mark Hylton     | 9 : 2 | Andrew Gilding |
| Michael Smith      | 4 : 9 | Raymond van Barneveld |  | Steve Beaton    | 8 : 9 | John Bowles    |
| Mark Webster       | 9 : 8 | Co Stompé             |  | Joe Cullen      | 5 : 9 | Peter Wright   |

### Achtelfinale
| Spieler 1             | Erg.  | Spieler 2      |
| --------------------- | ----- | -------------- |
| Richie Burnett        | 7 : 9 | James Wade     |
| Robert Thornton       | 9 : 7 | Colin Osborne  |
| Phil Taylor           | 8 : 9 | Paul Nicholson |
| Raymond van Barneveld | 1 : 9 | Wes Newton     |
| Peter Wright          | 7 : 9 | Mark Hylton    |
| Andy Boulton          | 4 : 9 | Mark Webster   |
| Andy Smith            | 6 : 9 | Denis Ovens    |
| John Bowles           | 4 : 9 | Dave Chisnall  |

### Viertelfinale
| Spieler 1             | Erg.   | Spieler 2            |
| --------------------- | ------ | -------------------- |
| Denis Ovens 99,29     | 10 : 6 | Mark Hylton 98,88    |
| Robert Thornton 93,42 | 7 : 10 | Mark Webster 95,00   |
| Dave Chisnall 95,63   | 8 : 10 | Wes Newton 94,56     |
| James Wade 95,56      | 10 : 7 | Paul Nicholson 92,94 |

### Halbfinale und Finale
|  | Halbfinale         | Halbfinale |                  |                  | Finale | Finale |
|  |                    |            |                  |                  |        |        |
|  |                    |            |                  |                  |        |        |
|  | James Wade 97,63   | 10         |                  |                  |        |        |
|  | Mark Webster 96,09 | 9          |                  |                  |        |        |
|  |                    |            | James Wade 96,25 | 11               |        |        |
|  |                    |            |                  | Wes Newton 88,51 | 8      |        |
|  | Wes Newton 94,55   | 10         |                  |                  |        |        |
|  | Denis Ovens 88,75  | 6          |                  |                  |        |        |
|  |                    |            |                  |                  |        |        |